# Dealer rynku pieniężnego
Dealer rynku pieniężnego – bank komercyjny wybierany przez bank centralny do bezpośredniego udziału w operacjach otwartego rynku prowadzonych z inicjatywy banku centralnego w formie przetargów oraz do pełnienia roli pośrednika umożliwiającego pozostałym podmiotom udział w tych operacjach tj. zakupu bonów pieniężnych w zamian za prowizję.
Ograniczenie ilości dealerów biorących udział w transakcjach pozwala na sprawne i szybkie prowadzenie operacji otwartego rynku, co ma niebagatelne znaczenie ze względu na formę przetargową, w której się one odbywają. Ograniczenie to stosuje się również celem eliminacji uznaniowości przy dokonywaniu selekcji ofert i zachowania rynkowego charakteru operacji otwartego rynku.

## Wybór banków-dealerów w Polsce
W Polsce rolę dealera rynku pieniężnego mogą pełnić banki krajowe, oddziały banków zagranicznych i oddziałów instytucji kredytowych, wybrane przez NBP na podstawie oceny przeprowadzonej w oparciu o kryteria Indeksu Aktywności Dealerskiej opisane w załączniku do Uchwały nr 56/2010 Zarządu NBP z dnia 21 października 2010 r.
W podstawowych operacjach otwartego rynku mogą uczestniczyć wszystkie banki (nie tylko wybrani przez NBP dealerzy rynku pieniężnego), które:
- posiadają rachunek bieżący w NBP prowadzony w systemie SORBNET,
- są uczestnikami Rejestru Papierów Wartościowych lub są bezpośrednimi uczestnikami Krajowego Depozytu Papierów Wartościowych S.A.,
- posiadają oprogramowanie przeznaczone do przesyłania zleceń i ofert do NBP za pośrednictwem systemu elektronicznej wymiany danych.

W dostrajających operacjach otwartego rynku mogą uczestniczyć jedynie dealerzy rynku pieniężnego wybrani przez NBP. W strukturalnych operacjach otwartego rynku uczestniczą podmioty wybierane przez NBP, spełniające kryteria wymagane przy operacjach podstawowych, a ich wybór uzależniony jest od sytuacji płynnościowej w sektorze bankowym oraz sytuacji płynnościowej kontrahenta.